# Wallrothiella subiculosa
Wallrothiella subiculosa är en svampart som beskrevs av Höhn. 1912. Wallrothiella subiculosa ingår i släktet Wallrothiella, ordningen Coniochaetales, klassen Sordariomycetes, divisionen sporsäcksvampar och riket svampar.   Inga underarter finns listade i Catalogue of Life.